# 퀴즈가 좋다
퀴즈가 좋다는 KBS 제1라디오의 퀴즈프로그램이다.
진행자는 이영호 아나운서이며, 방송시간은 주중 오후 2시 30분부터 2시 58분까지다. 
 2016년 5월 6일 방송프로그램 개편으로 폐지되었다.
| KBS 1라디오                                                     |                                                                | |
| 이전                                                            | 뉴스 중계탑 (주중) 퀴즈가 좋다 (주중) 현대원의 성공지도 (주말) | 다음 |
| 라디오 중심 목진휴입니다 (주중) 라디오 중심 김승채입니다 (주말) | 뉴스 중계탑 (주중) 퀴즈가 좋다 (주중) 현대원의 성공지도 (주말) | 라디오 전국일주 (주중) 원석현의 경제투데이 (주중) 김홍성의 생방송 정보쇼 1부 (주말) 김홍성의 생방송 정보쇼 2부 (주말) |
|                                                                 |                                                                | |
|                                                                 |                                                                | |